# Castillo Ōgaki
El Castillo Ōgaki (大垣城 Ōgaki-jō?) es un castillo japonés localizado en  Ōgaki, prefectura de Gifu, Japón. Otros nombres con que se conocía el castillo eran Castillo Bi (麇城 Bi-jō) y Castillo Kyoroku (巨鹿城 Kyoroku-jō).

## Historia
Cuando el castillo fue construido originalmente, contaba con cuatro niveles y cuatro distintos fosos pero no fue hasta el siglo XVI cuando Toyotomi Hideyoshi amplió y reforzó el castillo, construyendo la torre central o donjon.
Debido a su importancia histórica, incluyendo su papel fundamental durante la Batalla de Sekigahara, el castillo fue designado como Tesoro Nacional de Japón en 1936.
En 1945 el torreón, así como el resto del castillo, fue destruido durante los bombardeos de la Segunda Guerra Mundial, por lo que fue reconstruido en 1959. 
Al día de hoy su interior aloja un museo que exhibe objetos relacionados con la Batalla de Sekigahara.